# Super Meat Boy
Super Meat Boy — комп'ютерна інді-гра в жанрі платформер, розроблена командою Team Meat, що складається з Едмунда МакМіллена (англ. Edmund McMillen) і Томмі Рефенеса (англ. Tommy Refenes). Гра побачила світ 20 жовтня 2010 року для Xbox Live Arcade, 30 жовтня для Windows через Steam і 2 грудня через Direct2Drive. Super Meat Boy розповідає історію М'ясного Хлопця, який рятує свою подругу, Пластир-Дівчинку, від зловісного Доктора.
Гра отримала позитивні відгуки критиків, які відзначили ретро-стиль гри, а також її високу складність. Крім цього, вона отримала різні нагороди, серед яких «Найскладніша гра 2010 року» (англ. Most Challenging Game), присуджена сайтом IGN і «Найкраща завантажувана гра 2010 року» (англ. Best Downloadable Game), присуджена сайтами GameSpot і GameTrailers. Проект був комерційно успішним — за вісімнадцять місяців продажів гра досягла «платинового» статусу — кількість проданих копій на всіх платформах наблизилося до позначки в 1,1 мільйон (80 % продажу припадає на PC-версію, 20 % — на Xbox Live Arcade). 14 грудня 2011 Super Meat Boy була випущена в складі Humble Indie Bundle 4.

## Ігровий процес

Скріншот геймплею Super Meat Boy.

Ігровий процес гри схожий з традиційними консольними платформерами, такими як Mega Man і N, які вимагають високої точності керування персонажем. Гравець керує маленьким квадратним, позбавленим шкіри персонажем, на ім'я Meat Boy (укр. М'ясний Хлопець), який повинен врятувати свою подругу Bandage Girl (укр. Пластир-Дівчинка) з рук Dr. Fetus (укр. Доктор Зародок). Гравцеві необхідно, керуючи головним героєм і використовуючи здатність ковзати по стінах, провести його через рівні, що містять різні пастки, такі як циркулярні пилки, голки і сіль, і досягти Bandage Girl. Кількість життів необмежена, а після смерті Meat Boy відразу з'являється на початку рівня. Після проходження рівня гравцеві показують повтор, в якому одночасно відображаються останні 40 спроб проходження.

### Рівні
- Глава 1: The Forest
- Глава 2: The Hospital
- Глава 3: The Salt Factory
- Глава 4: Hell
- Глава 5: Rapture
- Глава 6: The End
- The Cotton Alley

Гра складається з п'яти основних розділів, по 20 рівнів в кожному. Гравець повинен пройти як мінімум 17 з них (в будь-якому порядку) для того щоб відкрити боса, після проходження якого відкривається наступний розділ. Після проходження п'ятого розділу відкривається шостий розділ The End, що складається з п'яти етапів, пройшовши які гравець відкриває фінального боса — Dr. Fetus'а. Після перемоги над ним відкривається додатковий сьомий розділ The Cotton Alley, що складається з 20 дуже складних рівнів, в яких єдиним доступним персонажем є Bandage Girl. Всього в грі доступно близько 350 рівнів. При проходженні рівня світлого світу (англ. light world) швидше контрольного часу відкривається його альтернативна, ускладнена версія в темному світі (англ. dark world). На багатьох рівнях перших п'яти розділів і у всіх warp-зонах зустрічаються пластирі, збираючи які, гравець відкриває персонажів з інших відеоігор.
Під час проходження рівня гравець може виявити синій портал — warp-зону (англ. warp zone), при входженні в яку гравець потрапляє в міні-гру, стилізовану під одну з ретро-ігор. У ній гравець має тільки 3 життя і не може змінити персонажа. У кожному розділі є 4 warp-зони. У світлому світі є одна warp-зона червоного кольору, бонусом за проходження якої є розблоковуваний персонаж. Після проходження основного розділу на випадковому рівні може з'явитися видозмінена Bandage Girl. Якщо в цей час гравець пройде його, то відкриється «глючний рівень» (англ. glitch level), дуже схожий на warp-зони, однак має більш високу складність.
На ранніх етапах розробки кожна глава складалася з 15 рівнів, розділених на набори по 3 етапи, містила 16 пластирів і не включала в себе темний світ і warp-зони. Гравцеві був доступний перший набір, після проходження двох рівнів якого відкривався наступний набір, а після проходження останнього набору відкривався бос. Пізніше розробники вирішили відмовитися від системи наборів і зробили всі рівні розділів спочатку відкритими.
В інтерв'ю журналу «Ігроманія» Едмунд МакМіллен розповів, за яким принципом будувалися рівні. "Якщо рівень складний, то він короткий. Якщо простий, то довгий. А в фіналі рівні і складні, і довгі! ", — Заявив він.

### Персонажі
Поряд з Meat Boy в грі присутні персонажі з різних відеоігор. Кожен з них має свої унікальні здібності, подібні до здібностей своїх аналогів в оригінальних іграх. Деякі з цих персонажів можуть бути відкриті за допомогою збору достатньої кількості пластирів, а решта — шляхом проходження певних warp-зон, в яких гра на кілька рівнів змінюється згідно зі стилістикою і геймплеєм старих ігрових консолей. Персонажі, що відкриваються шляхом збору пластирів, є ексклюзивними для кожної з платформ.
17 червня 2011 розробники опублікували в своєму блозі статтю, в якій перерахували персонажів, вирізаних з фінальної версії гри. Серед них — зелений Ogmo з гри Jumper 3, Mondo Priest із серії ігор Mondo, Knytt з гри Knytt, Golden Knight з гри Bonesaw, The Goo Girl з гри World of Goo, а також дві додаткові версії М'ясного Хлопця. Крім цього були перераховані персонажі, яких розробники хотіли додати в гру: Quote з Cave Story, Lemeza з La-Mulana, A Beat з Bit.Trip і Fancy Pants з Fancy Pants Adventures.

## Цікаві факти і пасхалки
Восени 2008 року Едмунд МакМілен, разом зі своїм другом Джоном МакЕнті, за три тижні створив флеш-гру Meat Boy. Відразу після її публікації на сайті Newgrounds, гра стала надзвичайно успішною: сторінку з нею переглянули більше 900 000 користувачів. На основі Meat Boy створили цю гру.
20 жовтня 2010 року в твітері розробників з'явилося повідомлення, в якому вони просили у Маркуса Персона дозвіл на використання головного героя його гри Minecraft як додаткового персонажа. Через 19 хвилин він відповів, дозволивши використовувати Mr. Minecraft і пожартувавши, що йому необхідно додати в Minecraft блоки з м'яса.
За тиждень до виходу PC-версії гри, організація PETA випустила флеш-гру під назвою Super Tofu Boy. У ній гравець керує персонажем, зовні схожим на М'ясного юнака, але зробленим з тофу. За сюжетом, М'ясний юнак викрав Дівчину-Бинт, а Тофу-юнак рятує її. Team Meat відреагувала, додавши у новому оновленні персонажа з цієї гри, якого можна увімкнути чит-кодом.
Модери знайшли у ехе-файлі гри прихований режим devmode, в якому гравці можуть створювати свої рівні. Розробники заявили, що devmode — неповноцінний редактор рівнів, що був випадково забутий у фінальній версії гри, містить помилки і оголосили, що вони не підтримуватимуть його.
Після проходження основного розділу на його рівнях може з'явитися дещо видозмінена Дівчина-Бинт. Якщо в цей час гравець завершить рівень, то відкриється «дивний рівень», схожий на задзеркалля, проте складніший.
На багатьох рівнях перших п'яти розділів і в усіх задзеркаллях можна знайти бинти. Збираючи їх, гравець розблоковує персонажів з інших відеоігор.

## Чіт-коди
Коди вказуються послідовним натисненням клавіш чи кнопок під час перебування на екрані вибору персонажа. Коли почуєте характерний звук, можете вибирати персонажа.
```
Грати за Домовика - натисніть "RB RB RB B B B X" і виберіть М'ясного юнака (потрібний геймпад 
Xbox 360
) 
Грати за Тофу-юнака - наберіть "petaphile"і виберіть М'ясного юнака
```

## Українізація
Гра неофіційно перекладена студією «Подвійний апостроф».